# Carlos Becerra (ciclista)
Carlos Andres Becerra Alarcon (Bogotá, 5 de agosto de 1982) es un ciclista profesional colombiano que corre actualmente para el equipo colombiano de categoría Continental el Strongman-Campagnolo.

## Palmarés
2009
- 1 etapa de la Vuelta al Táchira

2016
- 1 etapa de la Vuelta a Costa Rica

## Equipos
- Triple Gordo (2007)
- Lotería del Táchira (2011)
- Más en Cristo - IMRD de Chía (2013)
- Formesán-Bogotá Humana (2014-2015)
- Strongman-Campagnolo (2016)